# حاكم كوراساو
حاكم كوراساو هو ممثل في كوراساو عن عن ملك هولندا (حاليا هو فيليم ألكساندر). واجبات الحاكم ذات شقين: فهو يمثل ويحمي المصالح العامة للمملكة وهو رئيس حكومة كوراساو. وهو مسؤول أمام حكومة مملكة هولندا. كما يملك الحصانة بصفته رئيس الحكومة. ويمارس الحاكم السلطة التنفيذية تحت مسؤولية الوزراء المسؤولين عن برلمان كوراساو. لا يتحمل الحاكم مسؤوليات سياسية وهو ليس جزءًا من الحكومة. خلال تشكيل مجلس الوزراء يلعب الحاكم دورا هاما. يتم تعيين الحاكم من قبل الملك لمدة ست سنوات، ويمكن تمديد هذه الفترة لست سنوات أخرى. يتم دعم الحاكم من قبل مجلس الوزراء، ويعمل بنصح مجلس المشورة (Raad van Advies)، والذي يتألف من 5 أعضاء على الأقل يعينهم الحاكم، ويقدمون المشورة له بشأن مسودات المراسيم الحكومية ومراسيم الدولة وفوانين المملكة والأوامر الإدارية العامة.